# Панкия
Панкия̀ (на италиански: Panchià, на местен диалект: Pancià, Панча) е село и община в Северна Италия, автономна провинция Тренто, автономен регион Трентино-Южен Тирол. Разположено е на 981 m надморска височина. Населението на общината е 837 души (към 2018 г.).